# Tu mourras moins bête... (série télévisée d'animation)
Tu mourras moins bête... est une série télévisée d'animation et de vulgarisation scientifique française en épisodes de 3 minutes diffusée sur Arte,. Elle est inspirée de la bande dessinée homonyme et tirée du blog de Marion Montaigne.

## Synopsis
Le professeur Moustache et son assistant Nathanaël répondent à des questions de faux internautes sur les phénomènes scientifiques du quotidien.
Ces tests sont accompagnés humoristiquement par des essais infructueux expliquant les diverses actions scientifiques.

## Fiche technique
- Réalisation : 
Amandine Fredon (saisons 1 et 2)
Hélène Friren (saison 3)
Pierre Volto (saison 3)
- Scénario : Marion Montaigne, Émilie Sengelin
- Musique : Alexis Pecharman
- Paroles et chant : Émilie Sengelin et Alexis Pecharman
- Production : Arnaud Colinart, Jacques-Rémy Girerd
- Co-produit par Folimage, Ex Nihilo et Arte France
- SOFICA : SofiTVciné 2
- Montage : Hervé Guichard
- Typographie : Jean-François ReyJean-François Rey (d)
- Pays :  France
- Langue : France

## Distribution
- François Morel : Professeur Moustache
- Jérôme Pauwels: Nathanaël, voix additionnelles masculines
- Nathalie Fort : voix additionnelles féminines (saisons 1 et 2)
- Nathalie Homs : voix additionnelles féminines (depuis la saison 3)
- Magali Rozenweig (saison 4)

## Épisodes

### Saison 1 (2015-2016)
1. La peur en avion
2. Immunologie
3. Chérie, je veux rétrécir les gosses !
4. À quand le sabre laser ?
5. Le saut du Golden Gate
6. Avaler une araignée en dormant
7. Greffer une tête sur un corps
8. Petite leçon d'hobbitologie
9. Ma copine veut épouser un poney
10. Le boson de Higgs, quèsaco ?
11. La cryogénisation, c'est pour quand ?
12. L'ophtalmologie chez les animaux
13. Aux armes, etc.
14. Comment ça marche une centrale nucléaire ?
15. Études scientifiques improbables
16. L'alcool c'est bon, mais pas pour la santé !
17. L'ascenseur spatial, c'est pour quand ?
18. Quand pourrons-nous voyager comme dans Alien ?
19. C'est quoi une 'Near Death Experience' ?
20. Blessures par balles, ça fait mal ?
21. À quoi servent les rêves ?
22. Pourquoi les ados sont-ils mous ?
23. Terminator, c'est pour quand ?
24. Jamais sans mes acariens !
25. Perdre son gras, pas une mince affaire !
26. Les animaux s'aiment comme des bêtes
27. Pâtée pour chiens
28. Les chercheurs surmenés
29. Les dinosaures avaient-ils des plumes ?
30. L'Évolution sexuelle de l'homme

### Saison 2 (2017)
1. Le cerveau de Lucy
2. Placentophagie
3. Les stups dans les films
4. Autant en emporte le vent
5. La triste vie de Dark Vador
6. Peut-on être digéré vivant ?
7. La foule : l'enfer c'est les autres
8. Les lunettes de la peur
9. Astrophysicien, c'est bien
10. Voyage au centre de la Terre
11. Animaux dépravés
12. Stades freudiens
13. Folie spatiale
14. La science gandalfique
15. Dermatologie
16. L'amour jurassique
17. Comment fonctionne la mémoire des visages ?
18. Baumgartner franchit le mur du son
19. Vol parabolique
20. Les séries médicales à la télé
21. Des urinoirs et des hommes
22. Téléportation
23. La cosmétique
24. Les scientifiques malchanceux
25. Greffe de visage
26. Darwin
27. Vaccinologie
28. Voyage dans le temps
29. La biomécanique
30. Que faire d'un cadavre spatial ?
31. S'irradier au ciné
32. Briller en société avec le plexus cœliaque
33. Entomologie forensique
34. La bave
35. Les turbulences
36. Comment devenir un beau fossile
37. Respirer sous l'eau
38. L'expression des animaux
39. Tous dopés !
40. Les animaux gays

### Saison 3 (2020)
1. Incompétence interstellaire
2. Anatomie antique
3. Pervers narcissique
4. Blues de mouche
5. Le futur selon Tom Cruise
6. Neurones gastriques
7. La physique du Père Noël
8. Le désir féminin
9. 28 jours plus tard
10. Zobologie
11. Corbeaux voyageurs
12. Les IG-Nobels
13. Des parachutes
14. La paresse
15. Passif-agressif
16. Le mystère de la chambre rose
17. Psychiatrie des érudits
18. Iron cardiologie
19. Cloner des dinos
20. La non-photogénie
21. Séries médicales, encore
22. La génétique facile
23. Pilote automatique
24. Scientifiques punks
25. Transfert de gène
26. Chèvre atomique
27. Pseudosciences
28. Congrès scientifique
29. Le blob
30. Schadenfreude (se réjouir du malheur d'autrui)

### Saison 4 (2025)
1. The taille is the limit
2. Quoiqu'il en goutte !
3. Babyboomerie
4. La coronavirus
5. Beauty Babyboomerie
6. Anger Game
7. Enlarge your Homo erectus
8. La pilosité des insectes
9. Skynet, l'inintelligence artificielle
10. Déclics informatiques
11. Cry Baby Cry
12. C'est pas moi, c'est l'évolution
13. Des machines et des hommes
14. Les plantes se cachent pour pourrir
15. DIY corporel
16. Bave heart
17. In your face, père Noël !
18. Vingt mille yeux sous les mers
19. Space and furious
20. L'enfer c'est les autres
21. Un crime sans gravité
22. Paris outragé, Paris brisé mais Paris bien cassé
23. Heureux qui comme le tardigrade a fait un beau voyage
24. Champi-zombie
25. Entretien avec un tapir
26. la Recherche, un travail de fourmi
27. Petitmanus Rex
28. Sniff doogy dog
29. Anatomie d'une chute… dans le foot
30. La beauce, en steak

## Production
Après la première saison constituée de 30 épisodes, une seconde saison, de 40 épisodes, a été diffusée entre le 4 septembre 2017 et la fin du mois de décembre de la même année sur Arte. Une troisième saison de 30 épisodes produite en 2019 est diffusée sur la même chaîne à partir du 2 mars 2020. Une quatrième saison a commencé à être diffusée en juin 2025,

Les deux premières saisons sont réalisées par Amandine Fredon, et les deux suivantes, par un binôme composé d'Hélène Friren et de Pierre Volto.

## Réception
À l'occasion de la diffusion du premier épisode de Tu mourras moins bête, en 2015, le magazine culturel Télérama gratifie la série de deux T, ce qui dans son système de notation signifie On aime beaucoup. La critique souligne notamment le sens de l'humour de l'autrice : « Marion Montaigne maîtrise en tout cas parfaitement les mécanismes du rire : elle est capable de nous taquiner les aisselles avec le boson de Higgs, le fonctionnement d'une centrale nucléaire ou l'ophtalmologie chez les animaux. ».
En octobre, au cours de la diffusion de la seconde saison de la série, la chaîne Arte a fait connaître sa satisfaction en constatant près de treize millions de visionnages d'épisodes au total, et une forte accélération de l'audience de la chaîne Youtube Tu mourras moins bête, dont le nombre d'abonnés a connu « une très forte progression, passant de 33 000 à 177 000 abonnés, soit une augmentation de plus de 500% en un peu plus d’un mois », ajoutant que « Chaque nouvelle vidéo figure dans le top 10 des Tendances YouTube France ».